# Neohebestola humeralis
Neohebestola humeralis är en skalbaggsart som först beskrevs av Blanchard 1851.  Neohebestola humeralis ingår i släktet Neohebestola och familjen långhorningar. Inga underarter finns listade i Catalogue of Life.